# Martin McDonagh

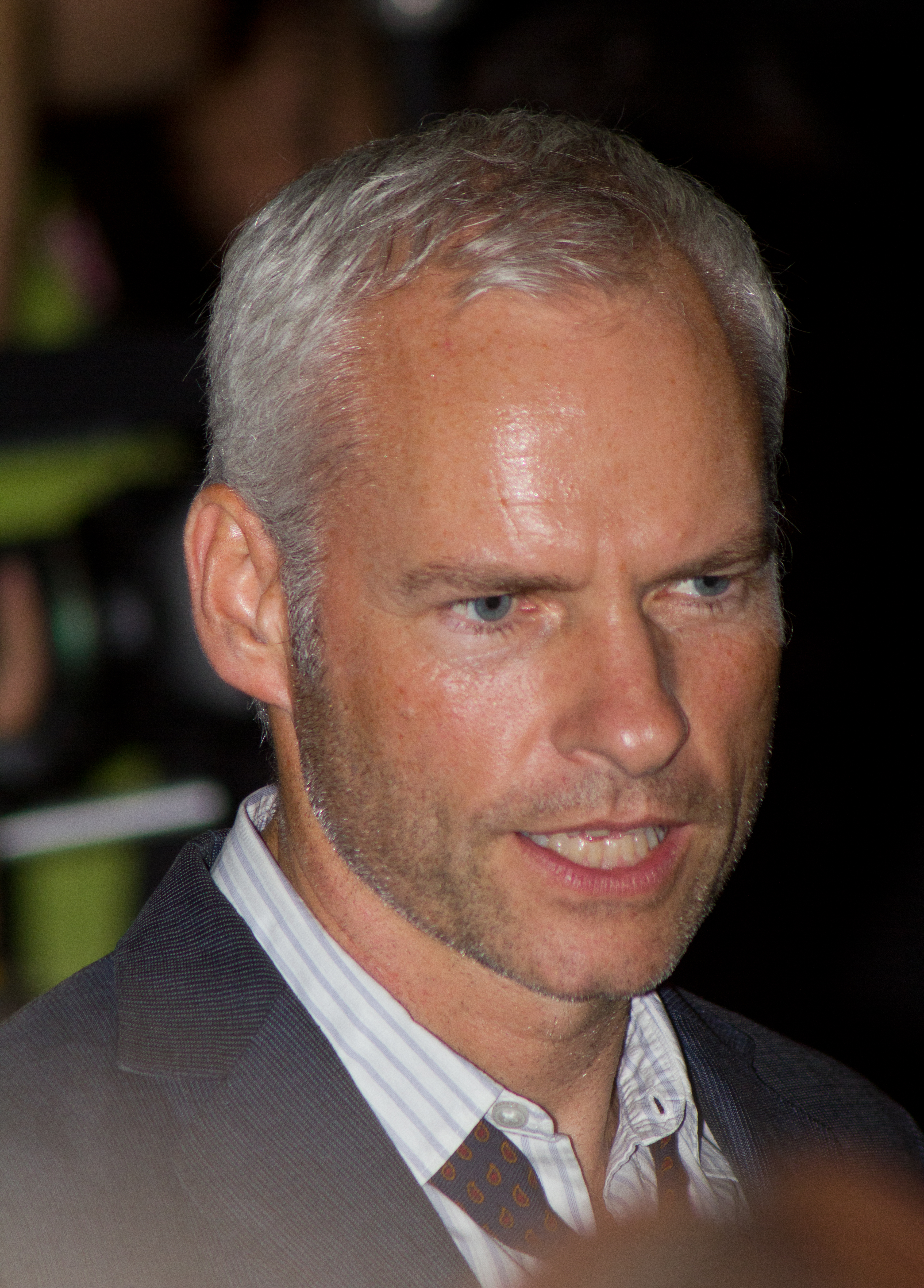
McDonagh in 2012

Martin McDonagh (Londen, 26 maart 1970) is een Engels-Iers schrijver en regisseur.

## Biografie
McDonagh werd geboren in Camberwell, Londen, Engeland in een Iers gezin. Zijn moeder (afkomstig uit Killeenduff, Easky, County Sligo in Ierland) en zijn vader (afkomstig uit Lettermullen, Connemara, County Galway in Ierland) zouden later terug verhuizen naar Galway. Martin en zijn broer (screenwriter John Michael McDonagh) bleven achter in Londen, waar Martin vanaf zijn zestiende leefde van een uitkering nadat hij met school gestopt was.
Tijdens zijn zomervakanties in Galway, raakte McDonagh bekend met het dialect dat in deze streek van Ierland gesproken werd, hetgeen een inspiratie werd voor de toneelstukken die hij zou schrijven. Van zijn zestiende tot vierentwintigste schreef McDonagh hoorspelen en screenplays zonder succes, tot hij zich uiteindelijk waagde aan het schrijven voor theater.
Hij schreef twee trilogieën in ongeveer negen maanden in 1994, alle zes toneelstukken speelden zich af in County Galway. De eerste trilogie is de Leenane trilogie, bestaande uit The Beauty Queen of Leenane (1996), A Skull in Connemara (1997) en The Lonesome West (1997). De tweede trilogie bestaat uit The Cripple of Inishmaan (1997), The Lieutenant of Inishmore (2001) en The Banshees of Inisheer (de laatste is nooit uitgegeven of geproduceerd, gezien McDonagh erop staat dat het laatste deel "niet goed is") - de trilogie speelt zich af op de Aran Islands aan de kust van Galway. In 2003 kwam The Pillowman uit, het eerste toneelstuk dat zich niet afspeelde in Ierland. Zijn toneelstukken hebben meerdere Tony nominaties ontvangen en zijn over de hele wereld geproduceerd.
In 2006 kwam zijn eerste cinematografische werk uit, de korte film Six Shooter. McDonagh had al eerder gezegd dat film zijn belangrijkste passie was, en dat hij voor het schrijven van zijn stukken weinig met theater had. Six Shooter won de Academy Award voor Best Live Action Short Film. In 2007 begon het filmen van In Bruges, waarvan hij zowel de schrijver als de regisseur was. De hoofdrollen werden vertolkt door Colin Farrell, Brendan Gleeson en Ralph Fiennes. De film werd grotendeels opgenomen op locatie in Brugge, België. In Bruges ging in première op het Sundance Film Festival van 2008, waarna het positieve kritieken kreeg. In oktober 2008 werd de film genomineerd voor zeven British Independent Film Awards, waarvan de prijs voor Best Screenplay naar McDonagh ging. Colin Farrell won in januari 2009 een Golden Globe voor zijn rol in In Bruges. De film is genomineerd voor een Oscar voor beste originele scenario.

## De Leenane-trilogie
- The Beauty Queen of Leenane (1996)

Verhaal over de disfunctionele relatie tussen een oude vrijster (Maureen) en haar manipulatieve moeder (Mag). Als Maureen haar laatste kans op liefde aan haar neus voorbij ziet gaan, moet Mag de consequenties onder ogen zien. Genomineerd voor een Tony Award voor Best Play in 1998.
- A Skull in Connemara (1997)

Een man in Connemara moet voor zijn werk zorgen dat er genoeg plek blijft op het oude kerkhof, waarbij hij de oudste graven leeghaalt en de skeletten kapotslaat met een hamer. Het volgende graf dat aan de beurt is, is het graf van zijn overleden vrouw - of haar dood een ongeluk was of niet, is nog steeds onduidelijk.
- The Lonesome West (1997)

Een Ierse interpretatie van Sam Sherpards "True West", waarin twee broers elkaar in de haren vliegen na de dood van hun vader, die wel of niet per ongeluk neergeschoten is. Genomineerd voor een Tony Award voor Best Play in 1999.

## De Aran Islands-trilogie
- The Cripple of Inishmaan (1996)

Een kreupele tiener probeert een rol te bemachtigen in de film Man of Aran. Zwarte komedie.
- The Lieutenant of Inishmore (2001)

De gestoorde leider van een INLA (Irish National Liberation Army) afsplitsing komt erachter dat zijn beste vriend dood is gegaan, en niet op natuurlijke wijze. Deze beste vriend is zijn kat Wee Thomas. Hij haast terug naar huis van zijn missie, om de dood van Wee Thomas te wreken. Genomineerd voor een Tony Award voor Best Play in 2006.
- The Banshees of Inisheer

Het laatste deel van de Aran Islands-trilogie, die nooit uitgebracht of geproduceerd is. Verhaal onbekend.

## Andere toneelstukken
- The Pillowman (2003)

Een schrijver in een fictieve totalitaire staat wordt opgepakt en ondervraagd na een aantal moorden op kinderen. De moorden lijken namelijk verdacht veel op de verhalen die hij heeft geschreven. Aan het eind van de avond zal zijn executie plaatsvinden, tenzij hij zijn onschuld kan bewijzen. Dit toneelstuk won in 2004 de Laurence Olivier Award voor Best New Play, en was genomineerd voor een Tony Award voor Best Play in 2005.

## Films
In 2006 won Martin McDonagh een Oscar voor de korte film Six Shooter.
In Six Shooter, zijn eerste cinematografische werk, werden de hoofdrollen vertolkt door Brendan Gleeson, Ruaidhri Conroy, David Wilmot en Aisling O'Sullivan. De zwarte komedie volgt Gleeson tijdens zijn treinreis naar huis, nadat zijn vrouw is overleden. Onderweg komt hij een jonge man tegen die zich vreemd gedraagt. De film is opgenomen op locatie in een trein in Wicklow, Waterford en Rosslare.
Nog vóór hij de Oscar voor Six Shooter won, stemde Focus Features al toe om McDonaghs eerste speelfilm te produceren, In Bruges. De film gaat over twee huurmoordenaars (Colin Farrell en Brendan Gleeson) die, nadat de vorige klus is misgelopen, door hun baas (Ralph Fiennes) naar Brugge worden gestuurd om zich schuil te houden. De film kwam in januari 2008 uit op het Sundance Film Festival, en draaide vanaf juni 2008 in Nederlandse en Belgische bioscopen.
De misdaadkomedie Seven Psychopaths, opnieuw met Colin Farrell in de hoofdrol, werd uitgebracht in 2012. Eind 2017 volgde de zwarte komedie Three Billboards Outside Ebbing, Missouri. De film behaalde 4 Golden Globes en 2 Oscars in het voorjaar van 2018.

## Prijzen en nominaties

### Prijzen
Oscar voor beste korte film (fictie)
- 2005: Six Shooter

British Academy Film Awards
- 2009: In Bruges (beste origineel scenario)

Critics' Circle Theatre Awards - Most Promising Playwright (toneel)
- 1996: The Beauty Queen of Leenane (1996)

Laurence Olivier Awards - Best New Play (toneel)
- 2004: The Pillowman (2003)

British Independent Film Awards - Best Screenplay
- 2008: In Bruges (2008)

Irish Playwrights and Screenwriters Guild Award - Best Film Script
- 2008: In Bruges (2008)

### Nominaties
Tony Award for Best Play (toneel)
- 1998: The Beauty Queen of Leenane (1996)
- 1999: The Lonesome West (1997)
- 2005: The Pillowman (2003)
- 2006: The Lieutenant of Inishmore (2001)

Oscar voor beste originele scenario
- 2008: In Bruges (2008)

British Academy Film Awards
- 2006: Six Shooter (beste korte film)
- 2009: In Bruges (beste Britse film)
- 2013: Seven Psychopaths (beste Britse film)

British Independent Film Awards - Douglas Hickox Award
- 2008: In Bruges (2008)

British Independent Film Award (beste film)
- 2008: In Bruges (2008)